# 林次郎 (造園家)
林 次郎（はやし じろう、1927年生）は、日本の造園家。
財団法人東京都公園協会公益部長を経て、東京都造園建設業協同組合専務理事を歴任。
東京都港区に生まれる。東京農林専門学校(現東京農工大学)林学科を卒業し、東京都に入る。
1995年、第17回日本公園緑地協会北村賞受賞。